# Cephaloziellaceae
Cephaloziellaceae, biljna porodica s preko 160 vrsta jetrenjarki.

## Rodovi
1. genus: Allisoniella E.A. Hodgs.
2. genus: Amphicephalozia R.M. Schust.
3. genus: !Anastrophyllopsis (R.M. Schust.) Váňa & L. Söderstr.
4. genus: Cephalojonesia Grolle
5. genus: Cephalomitrion R.M. Schust.
6. genus: !!Cephaloziella (Spruce) Schiffn., nom. cons.
7. genus: Cephaloziopsis (Spruce) Schiffn.
8. genus: Chaetophyllopsis R.M. Schust.
9. genus: Cylindrocolea R.M. Schust.
10. genus: Dichiton Mont.
11. genus: *Evansia Douin & Schiffn., nom. illeg.
12. genus: Gottschelia Grolle
13. genus: Gymnocoleopsis (R.M. Schust.) R.M. Schust.
14. genus: Herzogobryum Grolle
15. genus: **Holoscyphus Douin ex Fulford, nom. inval.
16. genus: Kymatocalyx Herzog
17. genus: **Lepidoziella Mahú, nom. inval.
18. genus: Lophonardia R.M. Schust.
19. genus: Lophoziella Douin
20. genus: Metacephalozia Inoue
21. genus: Nothogymnomitrion R.M. Schust.
22. genus: Obtusifolium S.W. Arnell
23. genus: !Oleolophozia L. Söderstr., De Roo & Hedd.
24. genus: Phycolepidozia R.M. Schust.
25. genus: Prionolobus (Spruce) Schiffn.
26. genus: Protocephaloziella Douin
27. genus: Protolophozia (R.M. Schust.) Schljakov
28. genus: Protomarsupella R.M. Schust.
29. genus: Ruttnerella Schiffn.
30. genus: Stenorrhipis Herzog